# Papa bar Agai
Papa (falecido em c. 327/328), também conhecido como Papa bar Agai, foi bispo de Selêucia-Ctesifonte, capital do Império Sassânida, no final do século III e início do IV. Uma figura importante no início da história da Igreja do Oriente, foi o primeiro na linha geralmente reconhecida de bispos de Selêucia-Ctesifonte, que mais tarde se tornariam os chefes reconhecidos da Igreja. Foi o primeiro bispo a receber o título de Católico, ou líder universal, e começou a reestruturar a Igreja Persa anteriormente desorganizada. Alguns historiadores o descrevem como a figura fundadora da Igreja do Oriente, embora, de acordo com a tradição siríaca, estivesse simplesmente continuando uma linha de líderes, como Mar Mari, que remontava a Tomé, o Apóstolo.

## Biografia
Antes da consagração de Papa, a comunidade cristã em Selêucia-Ctesifonte não tinha liderança organizada ou sucessão episcopal estabelecida. Segundo o estudioso Mschikha-Zca, dois bispos visitantes, Aca Dabu de Arbil e o bispo de Susa, nomearam Papa para que a capital persa tivesse seu próprio bispo e diocese. Isso provavelmente ocorreu por volta de 280. Era considerado um estadista de força de vontade, embora temperamental, e um estudioso capaz nas línguas persa e siríaca.[carece de fontes?]
Durante seu mandato, Papa fez uma reorganização substancial e controversa da Igreja Persa, estabelecendo-se como chefe de uma hierarquia de outros bispos. Por esses esforços, foi reconhecido como católico da Igreja em 315. Como era o líder da minoria cristã (melet) no Império Sassânida (que era principalmente zoroastrista), também estava em contato com o xá e seus ministros, como o melet-bashi, o líder da minoria.[carece de fontes?]
Suas mudanças, especialmente sua tentativa de estabelecer o Bispado de Selêucia como autoridade sobre o resto da Igreja Persa, tiveram forte oposição. Um conselho foi convocado em Selêucia em 315 para investigar acusações de má conduta pessoal. Os dois principais oponentes eram Aquibe-Alaa, bispo de Carca de Bete Seloque; e Miles, o bispo não residente de Susa. Papa se recusou a se submeter à autoridade do Conselho, "exaltando-se acima dos bispos que estavam reunidos para julgá-lo".  Seguiu-se uma discussão irada, quando Miles exigiu que Papa fosse julgado, se não pelo homem, então pelo Evangelho, e tirou uma cópia do Evangelho de sua própria bolsa e a colocou em uma almofada. Papa, furioso, bateu no livro com a mão, exclamando: "Então fale, Evangelho, fale!". O sacrilégio surpreendeu os participantes do conselho, mas então Papa caiu sem sentidos, atingido por paralisia ou apoplexia, ou possivelmente um derrame. O Conselho aceitou todas as acusações contra Papa como provadas, e foi deposto. Seu Arquidiácono , Simeon Barsabae, foi consagrado em seu lugar, embora estivesse relutante em aceitar.
Papai se recuperou de sua doença, embora sem o uso de um de seus braços. Resolvendo recuperar seu título também, apelou para o bispo de Edessa, Sada, e possivelmente também para Tiago de Nísibis. Como resultado, as acusações contra Papa foram anuladas, embora os relatórios divirjam se seus acusadores foram depostos. Continuou como bispo por mais 12 anos, morrendo pacificamente por volta de 327 ou 328. Foi sucedido por Mar Simeão Barsabas.[carece de fontes?]
| Títulos da Igreja do Oriente                     | Títulos da Igreja do Oriente                                                      | Títulos da Igreja do Oriente                                 |
| ------------------------------------------------ | --------------------------------------------------------------------------------- | ------------------------------------------------------------ |
| Precedido por Xalufa (220–224) Vacante (224–280) | Católico-Patriarca da Igreja do Oriente bispo de Selêucia-Ctesifonte (c. 280–317) | Sucedido por Vacante (317–329) Mar Simeão Barsabas (329–341) |